# ميلتون هايغ
ميلتون هايغ (بالإنجليزية: Milton Haig)‏ هو لاعب اتحاد الرغبي نيوزلندي، ولد في 1964 في إنفركارجل في نيوزيلندا.